# Artibeus
Artibeus é um gênero de morcegos da família Phyllostomidae.

## Espécies
- Artibeus amplus Handley, 1987
- Artibeus fimbriatus Gray, 1838
- Artibeus fraterculus Anthony, 1924
- Artibeus hirsutus Andersen, 1906
- Artibeus incomitatus Kalko & Handley, 1994
- Artibeus inopinatus Davis & Carter, 1964
- Artibeus jamaicensis Leach, 1821
- Artibeus lituratus (Olfers, 1818)
- Artibeus obscurus (Schinz, 1821)
- Artibeus toltecus (Saussure, 1860)
- Artibeus planirostris (Spix,1823)